# 陳怡萍
陳怡萍（1995年11月18日—），台灣足球教練及前女子足球運動員，司職前鋒。高中就讀嘉義縣立永慶高級中學，並代表校隊競逐高中足球聯賽及全國女子甲組足球聯賽，隨隊贏得一次高中聯賽冠軍，同時高中一年級時便代表U19國家隊及成人國家隊出賽。惟日後一度因傷勢中斷球員生涯，直到臨近高中畢業之際復出，為台北SCSC女子足球隊征戰台灣木蘭足球聯賽。大學則代表國立台灣師範大學校隊競逐大專校院足球運動聯賽，畢業後轉任足球教練。曾執教於台北Playone及臺北市立金華國中足球隊

## 生平
陳怡萍高中就讀永慶高中，一年級時便相繼入選中華台北U19亞足聯U-19女子錦標賽名單及中華台北東亞女子足球錦標賽名單。U19隊方面，陳怡萍在兩輪資格賽裡在對陣香港隊射入兩球，對陣緬甸及越南則各進一球，惟最終未能晉級。成人隊方面，甫滿17歲的陳怡萍是該屆中華台北最年幼的球員，時任總教練顏士凱稱讚她是台灣女足未來十年的希望。該屆賽會，陳怡萍在對陣香港隊的比賽，替補上場後送出一助攻，令球隊贏得勝利。
陳怡萍在高中時期除代表國家隊出賽外，還有隨校隊贏得一座高中足球聯賽冠軍，也代表校隊參加全國女子甲組足球聯賽，直到一次比賽裡導致左腳後十字韌帶斷裂，一度中斷了球員生涯。經過復健及休養後，陳怡萍臨近高中畢業之際，加入了台北SCSC女子足球隊，並在台灣木蘭足球聯賽復出。
高中畢業後，陳怡萍效力台北SCSC外，也考取了國立台灣師範大學，並代表校隊競逐大專校院足球運動聯賽。大學期間，陳怡萍隨校隊贏得103學年度大專足球聯賽冠軍、104學年度大專足球聯賽亞軍及105學年度大專足球聯賽冠軍。個人則入選過2015年夏季世界大學運動會足球比賽及2016年夏季奧林匹克運動會足球比賽亞洲區女子資格賽等國際賽事，其中陳怡萍在世界大學運動會對陣南非隊時攻入一球，並替中華台北隊獲得第11名。大學畢業後，陳怡萍轉任足球教練。
2023年1月與效力於南市台鋼的陳瑞杰結婚。